# Giuseppe Corazzin
Giuseppe Corazzin (Arcade, 4 marzo 1890 – Treviso, 18 novembre 1925) è stato un sindacalista, politico e giornalista italiano.

## Biografia
Giuseppe Corazzin era figlio di un segretario comunale (Cav. Antonio Corazzin) e di una maestra (Elisa Busolli) ; dei suoi quattro fratelli (Luigi, Carlo, Corrado, Celio), Luigi divenne deputato dell'Assemblea Costituente (nel 1946, poco prima della morte). Diplomatosi in enologia nel 1908, si formò alla scuola dei dirigenti della diocesi di Treviso, guidata dal vescovo  il Beato Andrea Giacinto Longhin e dal direttore della Vita del Popolo monsignor Angelo Brugnoli. Nel 1911 svolse il servizio militare, che lo condusse anche alla guerra in Libia (dove si ammalò di malaria); nel 1914 assunse la direzione della "Vita del Popolo", il primo laico ad essere chiamato ad un tale incarico. Il suo impegno sociale si trasfuse soprattutto, con brillanti risultati, nell'organizzazione sindacale tra i braccianti, i mezzadri e i contadini della Marca Trevigiana.
Neutralista come gran parte del mondo cattolico, partecipò comunque per senso del dovere alla prima guerra mondiale, dove rimase gravemente ferito e perse uno dei fratelli. Nel 1917, a Milano, divenne segretario nazionale del sindacato dei lavoratori agricoli; successivamente, su incarico del vescovo Ferrari, prese la guida delle unioni cattoliche organizzate dalla diocesi.
Nel 1918 partecipò come componente della Segreteria nazionale alla neonata Confederazione italiana dei lavoratori (CIL) e mantenne l'incarico fino al 1920. Nel 1919 fu tra i promotori del Partito Popolare Italiano; ad ottobre fondò il quotidiano "Il Piave", la cui tipografia, due anni dopo, venne distrutta dai fascisti, che lo consideravano un bersaglio per il suo risoluto impegno democratico e le sue doti di organizzatore .

## Impegno giornalistico
Nel 1914, il Vescovo di Treviso, Beato mons. Andrea Giacinto Longhin, lo nominò Direttore del Settimanale Diocesano "La Vita del Popolo", primo laico ad assumerne la direzione. Ivi, Giuseppe Corazzin firmava i suoi articoli di fondo con lo pseudonimo: Miles. Il 15 ottobre 1919 Corazzin fondò il quotidiano "Il Piave", foglio che rifletteva il pensiero del Partito Popolare. Il 13 e14 luglio 1921, la sede di detto quotidiano e la tipografia annessa furono distrutte da un'incursione dello squadrismo fascista in Treviso.

## Impegno sindacale
Nel 1918 iniziò a ricostruire il mondo del lavoro cattolico attorno all'Unione del Lavoro. Alla fine del 1919 la Diocesi di Treviso poteva contare un centinaio di Leghe e Cooperative bianche.
Nel 1920 fu eletto consigliere e presidente per il Partito Popolare Italiano nel consiglio della Provincia di Treviso, carica che mantenne fino al 1923.
Nel 1920 organizzò le masse contadine della marca trevigiana in dure lotte per ottenere l'abolizione della mezzadria fino ad ottenere, dopo scontri ed arresti in tutta la provincia, significative conquiste quali la lunga durata degli affitti ed il principio di una giusta causa nell'eventuale risoluzione dei contratti . 

## Impegno Politico
Corazzin fu tra i leader che organizzarono il 1º Congresso Nazionale della Cooperazione Cristiana che si svolse a Treviso il 2 e 3 aprile 1921. Nel 1925 fu eletto nel Consiglio Nazionale dal V Congresso nazionale di Roma del Partito Popolare; in quella sede sostenne la necessità delle dimissioni dei deputati aventiniani e sollecitò nuove forme di opposizione al regime fascista.
Morì alcuni mesi dopo, a novembre, a soli 35 anni di età, a causa di una peritonite; ma il suo fisico era ormai debilitato, anche a causa di una pesante aggressione fascista. Nell'ottobre del 1924, una squadra di camicie nere aveva selvaggiamente pestato lui e la moglie, Emilia Calderino, che era incinta e perse il bambino.